# Guida Bradshaw

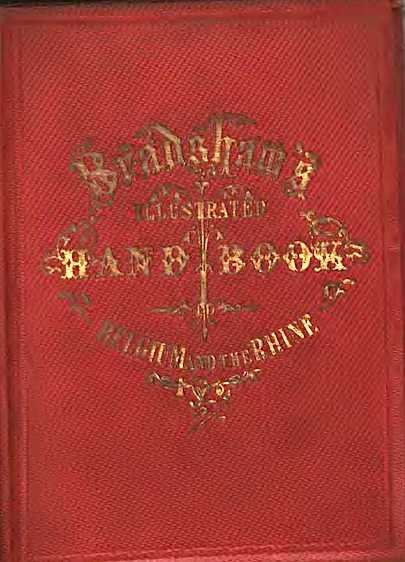
Bradshaw's Illustrated Hand-Book for Travellers in Belgium, 1856

Guida Bradshaw fu una serie di guide di turismo ferroviario create da George Bradshaw a partire dal 1839 e pubblicate da W.J. Adams of London.
Ogni pubblicazione era dedicata ad uno o più stati all'interno del continente europeo, al tempo raggiungibili in tempi sempre più brevi grazie al nuovo sistema di trasporto ferroviario in forte espansione. Dunque non solo venivano riportati gli orari e le stazioni ferroviarie di percorrenza ma anche piccoli cenni storici e luoghi da visitare in ogni singola città attraversata. Può essere considerata una delle prime guide turistiche di massa nel senso moderno del termine. Alla morte di Bradshaw, avvenuta nel 1853, le pubblicazioni della sua guida continuarono fino al 1961.

## Lista di Guide Bradshaw per copertura geografica

### Isole britanniche

#### Dal 1840 al 1850
- Bradshaw's Descriptive Guide to the London & South Western Railway, London, Adams, 1845.
- Bradshaw's Guide through London and its Environs, London, Adams, 1857.
- Bradshaw's Handbook for Tourists in Great Britain & Ireland, London, Adams, 1858.
  -  Bradshaw's Handbook for Tourists in Great Britain and Ireland, 1866. + Index

#### Dal 1860 al 1870
- Bradshaw's Descriptive Railway Hand-Book of Great Britain and Ireland, London, W.J. Adams, 1860.
  - Section 2: Berks, Buckingham, Wilts, Dorset, Devon, Cornwall, Somerset, Gloucester, the South Wales districts, Oxford, Warwick, Salop, Chester, Flint, Carnarvon, Anglesea and through Ireland
- Bradshaw's Shilling Hand-Book of Great Britain and Ireland, London, W.J. Adams, 1860.
  - Section 3: London and North Western, North Stafford, Lancashire and Yorkshire (Western section), Preston, Lancaster, and Carlisle, Ayrshire, Caledonian, and Scotch Railways + Index
- Bradshaw's Monthly Alphabetical Hand-book through London and its Environs, London, W.J. Adams, 1862.
- Bradshaw's Descriptive Railway Hand-Book of Great Britain and Ireland, 1870.
  - Section 1: Kent, Sussex, Hants, Dorset, Devon, the Channel Islands, and the Isle of Wight + Index
- Bradshaw's Illustrated Handbook for Tourists in Great Britain and Ireland, 1876.
  - Section 1: (London and southern England)

#### Dal 1880 al 1900
- Bradshaw's Handbook for Tourists in Great Britain and Ireland, London, W.J. Adams, 1882.
  - Section 1
- 'Bradshaw's Through Routes to the Capitals of the World and Overland Guide to India, Persia, and the Far East: A Handbook of Indian, Colonial and Foreign Travel (1903)
- publication- Henry de Salis, Bradshaw's Canals and Navigable Waterways of England and Wales, London, Henry Blacklock, 1904.

### Australia
- Bradshaw's Guide to Victoria (Australia)
- Bradshaw's New South Wales postal & road guide, Sydney, maggio 1870.[3]

### Francia
- Bradshaw's Illustrated Guide through Paris and its Environs, London, W.J. Adams and Sons, 1880, OCLC 19043482.
- Bradshaw's Illustrated Hand-book to France, London, W.J. Adams and Sons, c. 1889.
- J.W.C. Hughes, Bradshaw's Hand-book to Brittany, London, W.J. Adams & Sons, 1896.
- Bradshaw's Hand-book to Normandy and the Channel Islands, London, W.J. Adams & Sons, 1896.

### Germania, Austria e Belgio
- Bradshaw's Notes for Travellers in Tyrol and Vorarlberg, London, W.J. Adams & Sons, c. 1873.
- Bradshaw's Illustrated Hand-book to Germany, London, W.J. Adams & Sons, 1873. + Index
- publication-, Bradshaw's Illustrated Hand-book to Germany, London, W.J. Adams & Sons, 1876.
- Bradshaw's Illustrated Hand-book for Belgium and the Rhine; and Portions of Rhenish Germany, London, W.J. Adams & Sons, 1896. + Index
- Bradshaw's Illustrated Hand-book to Germany and Austria, London, W.J. Adams & Sons, 1896. + Index
  - 1898 ed. + index

### India
- Bradshaw's Hand-Book to the Bengal Presidency, and Western Provinces of India, London, W.J. Adams, 1864.
- Bradshaw's Hand-Book to the Bombay Presidency and North-Western Provinces of India, London, W.J. Adams, 1864.
- Bradshaw's Illustrated Hand-Book to the Madras Presidency, and the Central Provinces of India, London, W.J. Adams, 1864.

### Italia
- J.R. Morell (a cura di), Bradshaw's Pedestrian Route-book for Switzerland, Chamouni, and the Italian Lakes, London, W.J. Adams, 1870, OCLC 1659797.
- Bradshaw's Illustrated Hand-book to Italy, London, W.J. Adams & Sons, 1894. + Index

### Siria
- Bradshaw's Hand-Book to the Turkish Empire, 2: Syria & Palestine, London, W.J. Adams, c. 1873.

### Turchia
- Bradshaw's Hand-Book to the Turkish Empire, 1: Turkey in Europe, London, W.J. Adams, c. 1872. + Index

## Televisione
Le Guide Bradshaw sono diventate celebri grazie ai programmi televisivi Great British Railway Journeys (inedito in Italia), Prossima fermata Oriente  e Trans Europe Express di Michael Portillo prodotto dalla BBC.